# Joe Scally
Joseph Michael Scally (Lake Grove, Nueva York, Estados Unidos, 31 de diciembre de 2002) es un futbolista estadounidense que juega de defensa en el Borussia Mönchengladbach de la Bundesliga.

## Trayectoria
Firmó su primer contrato profesional con el New York City el 21 de marzo de 2018 a la edad de 15 años, y con ello se convirtió en el segundo futbolista profesional más joven de Estados Unidos, después de Freddy Adu. Debutó como profesional con el New York City en la derrota por 4-0 en la Lamar Hunt U.S. Open Cup ante el New York Red Bulls el 6 de junio de 2018, entrando como suplente de última hora.
El 13 de noviembre de 2019 se anunció se uniría al Borussia Mönchengladbach de la Bundesliga al final de la temporada 2020 de la MLS.

## Selección nacional
Fue internacional con las categorías inferiores de Estados Unidos, representando a la selección sub-15 y a la sub-17, a pesar de ser tres años más joven que sus compañeros.
En octubre de 2019 fue convocado para la Copa Mundial de Fútbol Sub-17 de 2019 en Brasil.
El 1 de junio de 2022 debutó con la selección absoluta en un amistoso ante Marruecos que ganaron por tres a cero.

## Estadísticas

### Clubes
Actualizado al último partido disputado el 3 de noviembre de 2024.
| Club                                   | Div.          | Temporada     | Liga  | Liga  | Copas nacionales | Copas nacionales | Copas internacionales | Copas internacionales | Total | Total |
| Club                                   | Div.          | Temporada     | Part. | Goles | Part.            | Goles            | Part.                 | Goles                 | Part. | Goles |
| -------------------------------------- | ------------- | ------------- | ----- | ----- | ---------------- | ---------------- | --------------------- | --------------------- | ----- | ----- |
| New York City Estados Unidos           | 1.ª           | 2018          | 0     | 0     | 1                | 0                | ―                     | ―                     | 1     | 0     |
| New York City Estados Unidos           | 1.ª           | 2019          | 0     | 0     | 0                | 0                | ―                     | ―                     | 0     | 0     |
| New York City Estados Unidos           | 1.ª           | 2020          | 5     | 0     | 0                | 0                | 1                     | 0                     | 6     | 0     |
| New York City Estados Unidos           | Total club    | Total club    | 5     | 0     | 1                | 0                | 1                     | 0                     | 7     | 0     |
| Borussia Mönchengladbach II · Alemania | 4.ª           | 2020-21       | 14    | 1     | ―                | ―                | ―                     | ―                     | 14    | 1     |
| Borussia Mönchengladbach II · Alemania | Total club    | Total club    | 14    | 1     | 0                | 0                | 0                     | 0                     | 14    | 1     |
| Borussia Mönchengladbach · Alemania    | 1.ª           | 2021-22       | 30    | 1     | 3                | 0                | ―                     | ―                     | 33    | 1     |
| Borussia Mönchengladbach · Alemania    | 1.ª           | 2022-23       | 28    | 0     | 2                | 1                | ―                     | ―                     | 30    | 1     |
| Borussia Mönchengladbach · Alemania    | 1.ª           | 2023-24       | 31    | 1     | 4                | 0                | ―                     | ―                     | 35    | 1     |
| Borussia Mönchengladbach · Alemania    | 1.ª           | 2024-25       | 9     | 0     | 2                | 0                | ―                     | ―                     | 11    | 0     |
| Borussia Mönchengladbach · Alemania    | Total club    | Total club    | 98    | 2     | 11               | 1                | 0                     | 0                     | 109   | 3     |
| Total carrera                          | Total carrera | Total carrera | 117   | 3     | 12               | 1                | 1                     | 0                     | 130   | 4     |

## Palmarés

### Títulos internacionales
| Título                          | Club           | Sede           | Año  |
| ------------------------------- | -------------- | -------------- | ---- |
| Liga de Naciones de la Concacaf | Estados Unidos | Estados Unidos | 2023 |
| Liga de Naciones de la Concacaf | Estados Unidos | Estados Unidos | 2024 |